# Казуар звичайний
Казуар звичайний або казуар шоломний (Casuarius casuarius) — найрозповсюдженіший вид роду казуар родини казуарових.

## Загальна характеристика
Маса тіла досягає 80 кг, висота 150 см. На шиї помітні характерні червоні і сині м'ясисті нарости.

## Розповсюдження
Живе в густих дощових лісах на заході Нової Гвінеї, островах Серам та Ару, а також в північному Квінсленді (Австралія).

## Спосіб життя

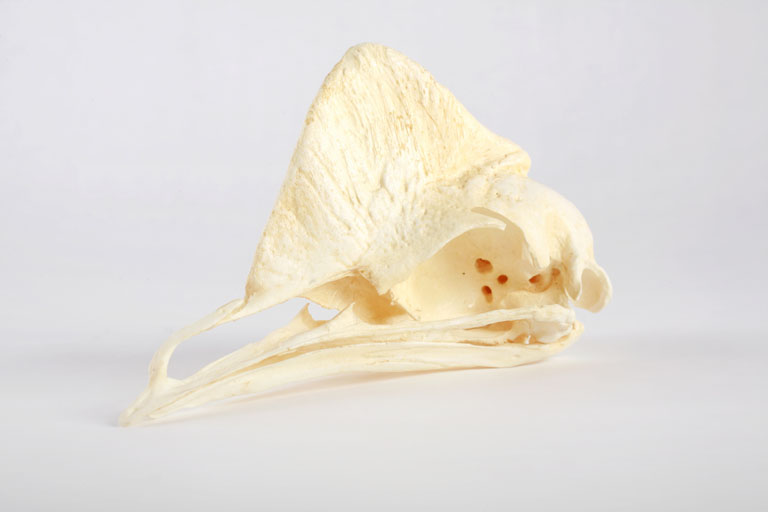
Череп казуара в Дитячому музеї Індіанаполіса

### Харчування
Харчується переважно опалими з дерев плодами та дрібними тваринами.

### Розмноження
Час розмноження приходиться на липень-серпень. Гніздо будує самець з трави, листя та гілочок. Воно знаходиться на землі. Яйця зеленуватого кольору вагою більш 500 г. У кладці 3-5 яєць, які насиджують самець і самка 56 днів.

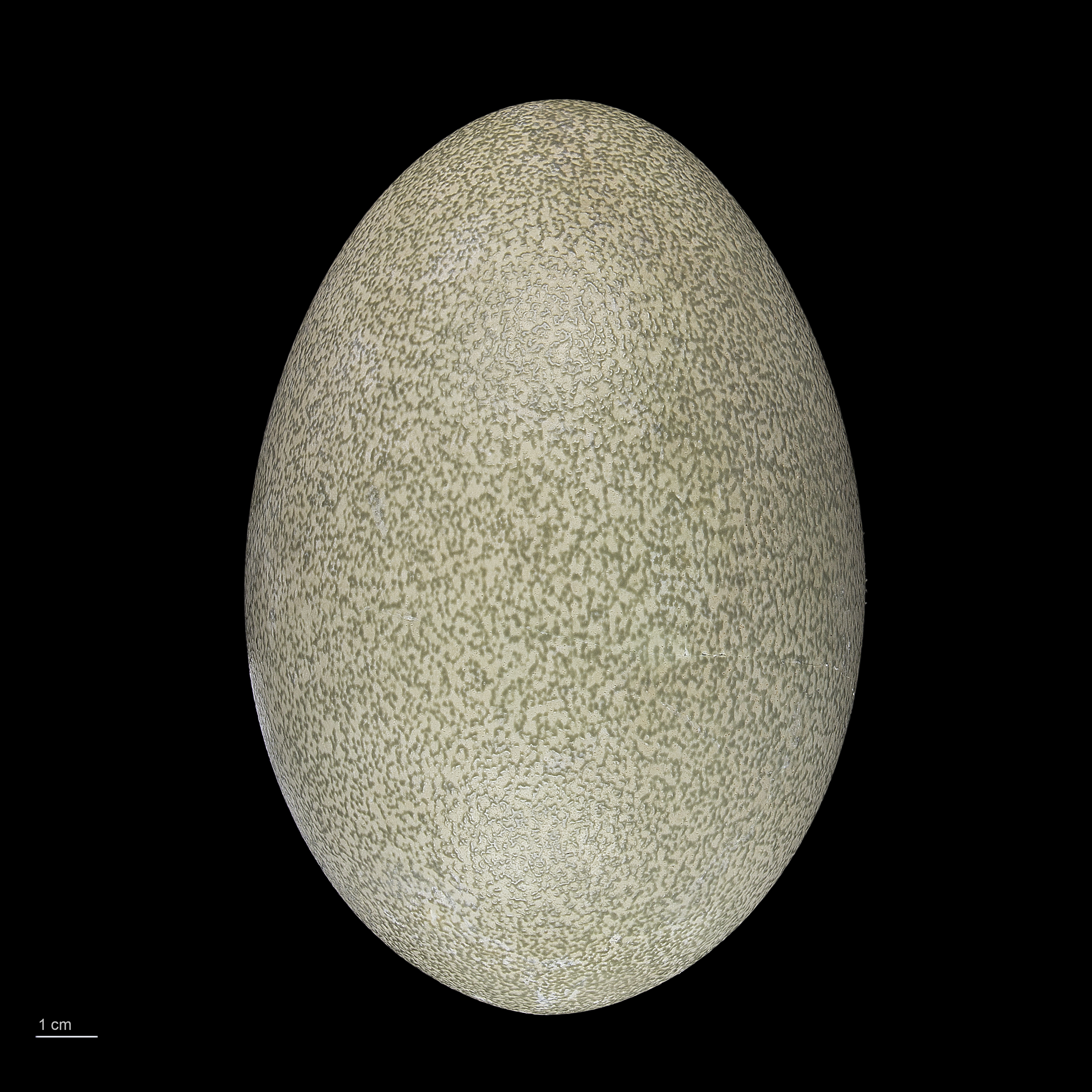
Яйце казуара (Тулузький музей)